# Dezmosom
Dezmosom (grč. δεσμός - desmós = veza + σῶμα - sṓma = telo) je kružna formacija na spoljnoj površini plazmaleme koja je povezana sa istom takvom na površini susjednih ćelija. Sa unutrašnje strane plazmaleme se nalazi pričvršćujući plak za kojeg se vežu intermedijarni filamenti, koji prave petlju sa intermedijarnim filamentom suprotne strane i ponove se vežu za plak. Time omogućavaju snažnu adheziju susjednih ćelija. Kako se da primijetiti, dezmosomi se nalazi na pojedinim dijelovima bočne strane ćelije i omoužavaju da se sila pritiska ravnomjerno rasporedi.
Dezmosomi su međućelijske veze u međućelijskom prostoru, sastavljene od filamenata koji, u homogenomm rasporedu obrazuju strukturu zvanu međućelijski cement. Sa citosolne strane, na membrane naliježu tzv. dezmosomske kružne ploče, promjera 0,1 - 0,5 nm, debljine 15-20 nm. Dezmosomi su difuzna razmješteni po cijeloj površini ćelijske membrane.
Hemidesmosomi (grč. ἡμι -hēmi = pola + δεσμός - desmós = veza + σῶμα - sṓma = telo) se nalaze između nekih epitelih ćelija i njihove bazalne lamine. Izgledaju kao polovine dezmosoma i vezuju ćeliju za njenu bazalnu laminu. Za razliku od dezmosoma kod kojih u pričvršćujući plak ulaze kadherini kod hemidezmosoma su to integrini, proteini koji služe kao receptori za laminin i kolagen tipa IV.
Glavne međućelijske veze

## Dopunske slike
- Zonula adherens
- Dezmosomi
- Hemidezmosomi
- Zonula okludens
- Zonula okludens
- Komunikacijska kopča

## Spoljašnje veze
- - "Ultrastructure of the Cell: microvillous border, Junctional Complex of absorptive epithelium"
- - "Ultrastructure of the Cell: microvillous border and Junctional Complex, desmosomes and zonula adhaerens"
- - "Ultrastructure of the Cell: cardiac muscle, intercalated disk"